# Герб Днестровска
Герб Днестровска — официальный герб города Днестровск, расположенного на территории Приднестровской Молдавской Республики. Утверждён 16 мая 2004 года.

## Описание
Герб города имеет форму щита. Основной используемый цвет — голубой (правда, истина, авторитетность, надёжность). В нижней части герба изображены волны Кучурганского водохранилища синего цвета с золотистым окаймлением (благополучие, новизна, открытость, сияние). В центре — виноградный листок зелёного цвета (равновесие, рост, надёжность, мягкость) — символ Молдавии и золотой символический знак энергетики в виде молнии в разомкнутом круге. Внизу обозначен год образования города — 1961, вверху золотыми буквами — название «Днестровск».

## История
Конкурс на лучший проект герба и флага Днестровска был объявлен Решением №19/7 Днестровского поселкового совета народных депутатов 9 сентября 2003 года. Решением №21/2 от 16 марта 2004 года Совет народных депутатов посёлка Днестровск утвердил в качестве герба города Днестровска проект Т. Мельниченко.